# Eduardo García Caffi
Eduardo Emanuel García Caffi es un político y hombre de la cultura argentina. Posee una destacada trayectoria en la cultura nacional tanto en ámbitos académicos, como en la función pública y en los medios de comunicación. 

## Formación Musical Académica
Descendiente de una familia de artistas, su madre pintora y escritora, sus hermanos mayores fundadores y miembros del Cuarteto Zupay y
directores de reconocidas Orquestas Sinfónicas.

"La tradición familiar de los García Caffi indicaba que cada fin de año se celebrara con cantos, representación de zarzuelas y breves piezas de teatro. La abuela, entonces, interpretaba al violín, y como dice Pedro Pablo: "mis hermanos y yo formábamos un coro a cinco voces" A medida que los años pasaron, esas reuniones se renovaban en cuanto a repertorio."
Ana Clara Rivas.

Durante su juventud fue baterista  del conjunto: Industria Nacional, su vocación y formación le
permitieron trabajar tanto en el ámbito de la música Sinfónica como investigar en Musicología. Ha alcanzado una rica y variada formación musical académica, a través de un consecutivo y sistemático estudio durante su infancia y juventud, con destacados maestros de cada especialidad. Realizó los siguientes estudios:
-Batería con Alberto Alcalá.
-Percusión con Antonio Yepes.
-Armonía, contrapunto y composición con Juan José García Caffi y Carlos Cirigliano.

## Actividad Laboral como Músico

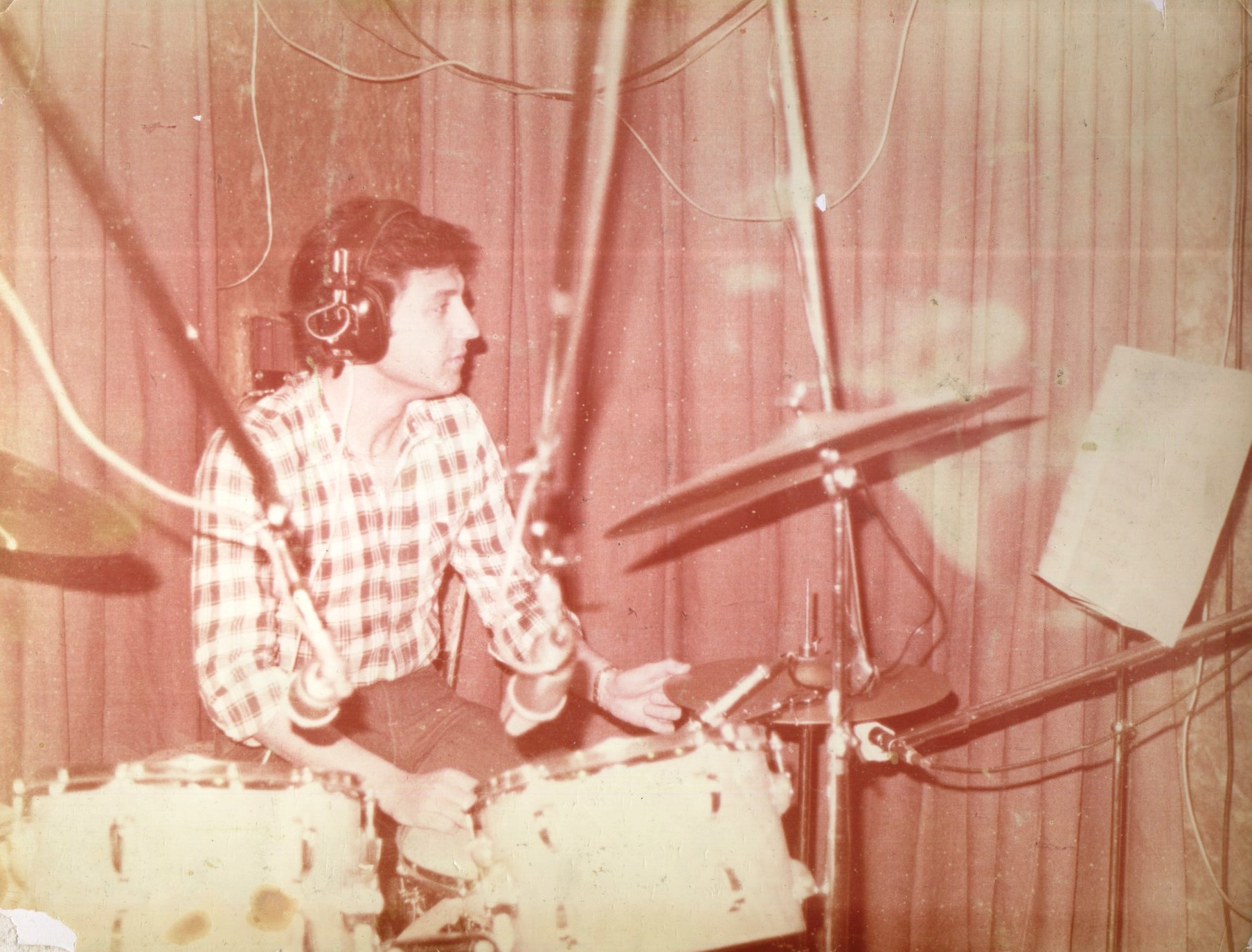
García Caffi en Estudio

- Se desempeñó como baterista de Leonardo Favio (1969-1970), tanto a nivel nacional como internacional, actuando en presentaciones y grabaciones.

- Fue integrante del conjunto Industria Nacional,[2] donde se desempeñó como cantante, baterista y compositor. Con él realizó durante 10 años (1970-1980), múltiples presentaciones en vivo y a través de diversos medios de comunicación (televisión, radio), tanto a nivel nacional como internacional. El grupo alcanzó una amplia difusión en diversos países de Latinoamérica y en España, fuera de su gran popularidad a nivel nacional.

### Producción Musical
Como integrante del conjunto Industria Nacional compuso canciones y arreglos; produjo un sinnúmero de ellas, que quedan reflejadas en las siguientes cifras: 4 discos de larga duración y 15 discos simples.

## Función Pública
- Director de Cultura de la Provincia de Buenos Aires, dependiente de la Subsecretaria de Cultura de la Gobernación de la Provincia de Buenos Aires(1988-1989).

- Miembro del Consejo Consultivo de Cultura de la Cancillería Argentina (1989-1990).

- Director del Instituto Nacional de Musicología "Carlos Vega" (1990-1993). Cuarto director en la historia de la institución de más de 60 años de vida.

- Tuvo a su cargo la Orquesta Sinfónica Nacional Argentina (1990-1993) planificando y desarrollando sus presentaciones en Buenos Aires y giras fuera de la Capital. En octubre de 1991, presidió la delegación de la que constituyó la primera gira internacional en la historia de la Orquesta Sinfónica, con la que recorrió España. Asimismo, presidió la delegación de la visita de la Orquesta de Santiago de Chile, con motivo de las fiestas del 25 de mayo de 1992.[3]

- Asesor de la Representación en la Argentina de la Organización de los Estados Americanos (OEA)(1991-1992).

- Secretario de Cultura de la Ciudad de Buenos Aires (Equivalente al actual ministro de Cultura, máxima autoridad Cultural de la Ciudad) (1993-1996).

- Asesor de la Presidencia de la Honorable Cámara de Senadores de la Nación (1996-1999).

- Subsecretario de Cultura de la Provincia de Buenos Aires (Equivalente al actual presidente del Instituto Cultural de la PBA, máxima autoridad Cultural de la Provincia) (1999-2002).[4]

- Coordinador de relaciones institucionales de la Secretaria de Medios de la Nación (2007)[5]

- Director Ejecutivo de LRA Radio Nacional (2007-2009).

- Coordinador de Institutos Nacionales dependientes de la Secretaría de Cultura de la Nación (2010-2014).

- Presidente del Instituto Nacional Sanmartiniano (2012-2024)[6]

## Apoyo a la cultura y la comunicación en general

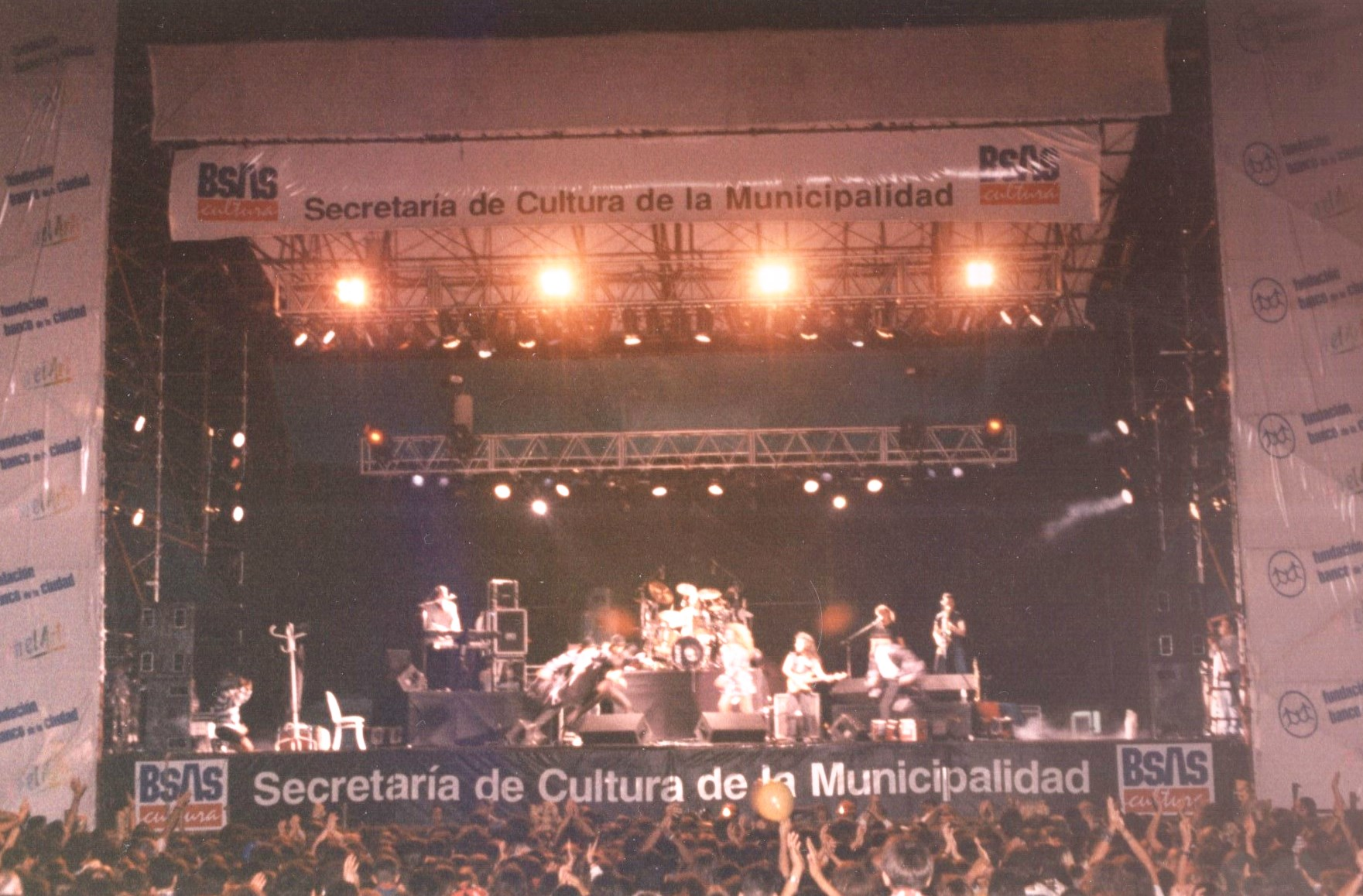
Festival organizado por la Secretaría de Cultura de la Ciudad.

En la Ciudad de Buenos Aires, llevó adelante la elevación a Secretaría de la Sub-Secretaría de Cultura que antes dependía de la Secretaria de Educación y Cultura. Desde entonces, el área cultural de la Ciudad ya no depende de ninguna otra Secretaría.
Durante sus gestiones al frente de organismos culturales se realizaron Festivales Populares en Capital Federal y varios distritos de la Provincia de Buenos Aires como Mar del Plata y Pinamar, entre muchos otros, que convocaron multitudes bajo el lema "CULTURA PARA TODOS" y tuvieron gran repercusión.

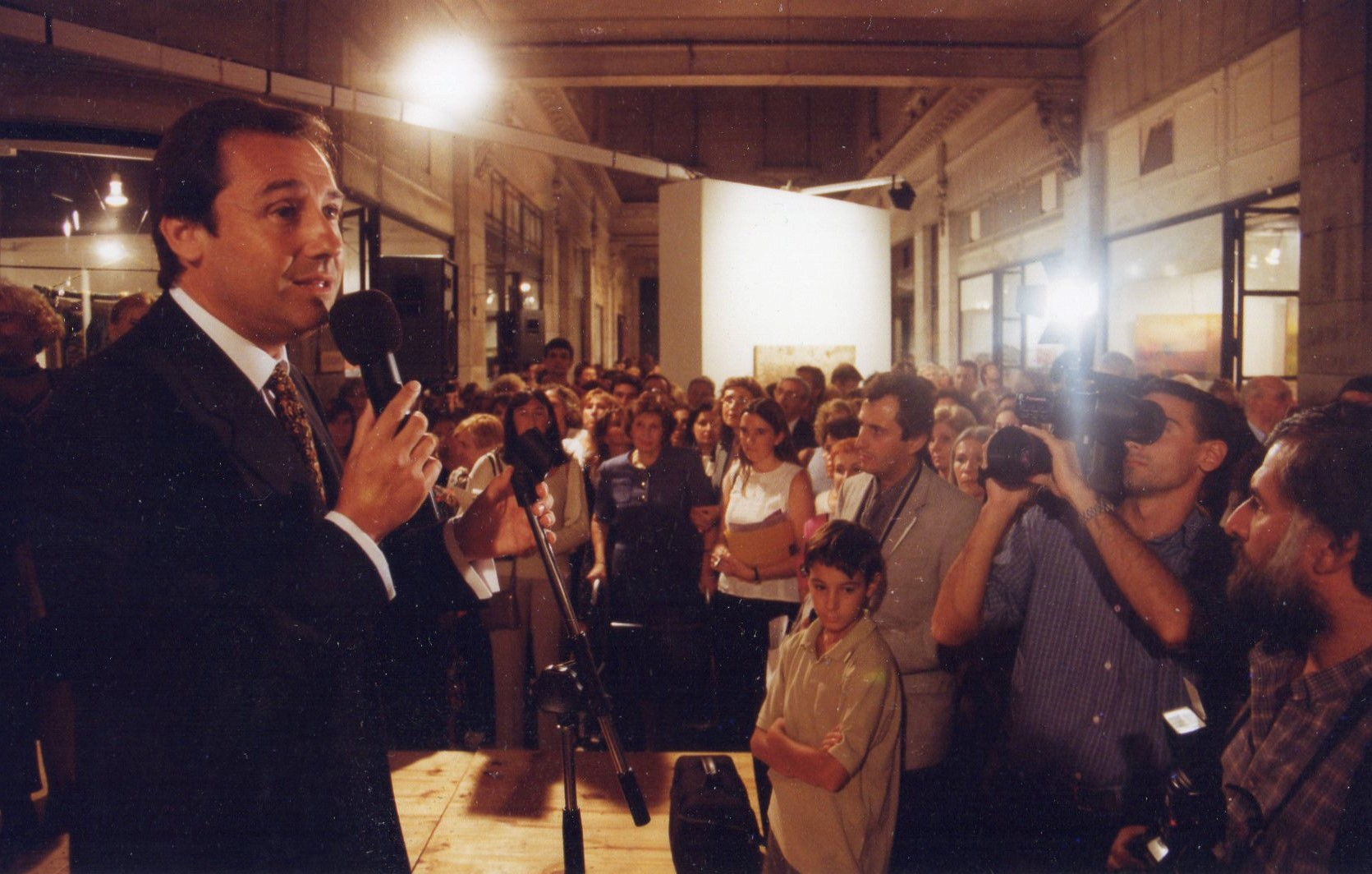
García Caffi inaugura muestra artística en Ciudad de Buenos Aires.

Ideó e impulsó la construcción del Museo de Artes Plásticas Eduardo Sívori en el rosedal de Palermo siendo el primer museo desarrollado y construido por la ciudad de Buenos Aires en toda su historia.
Abrió la Casa de la Cultura (Buenos Aires) obteniendo para tal fin el ex Edificio del diario La Prensa (Argentina) que también logró como sede de la Secretaria de Cultura de dicha ciudad.
Bajo su gestión se creó la Orquesta Académica del Teatro Colón de Buenos Aires.
Realizó la reapertura del Teatro Argentino de La Plata.

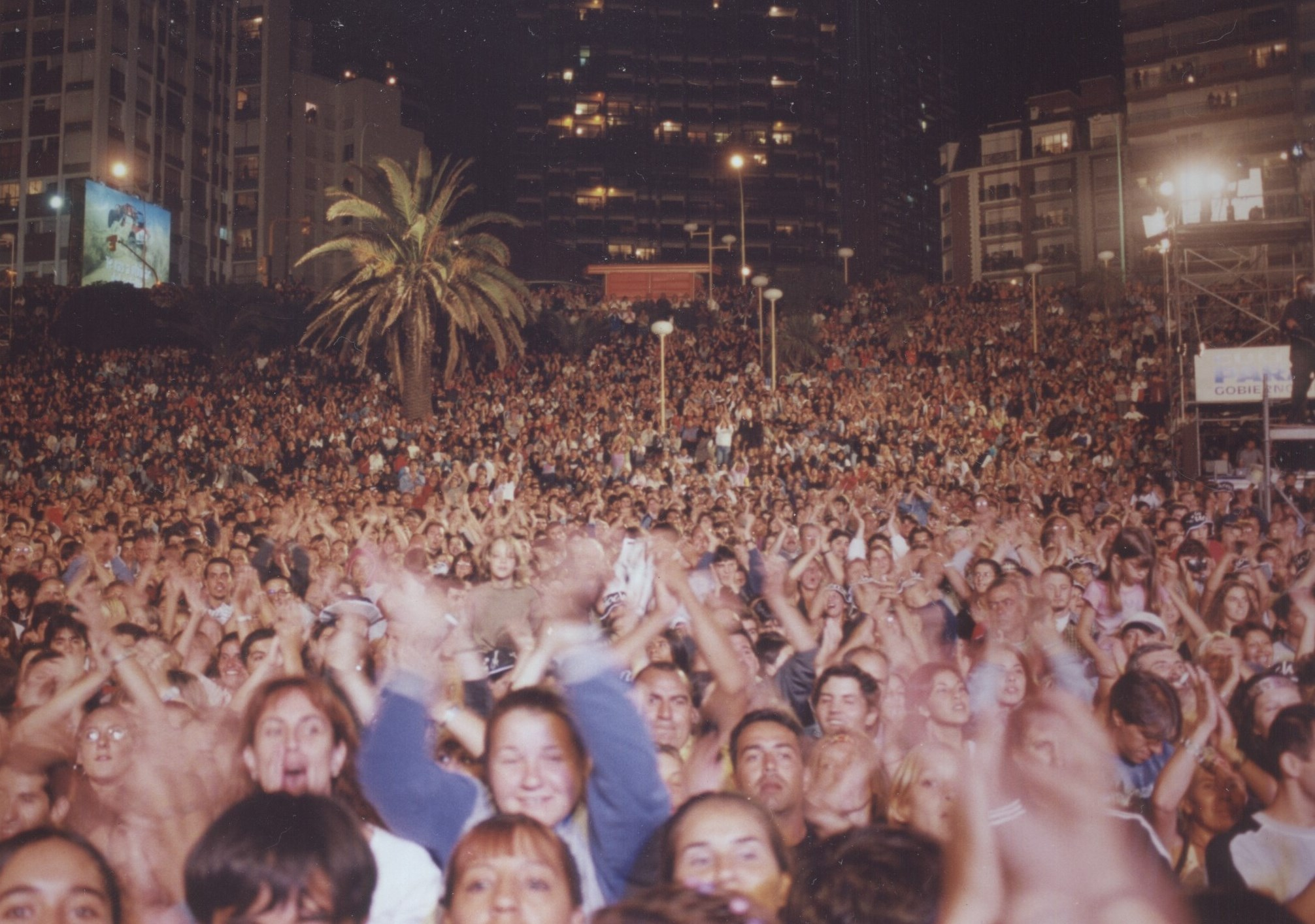
Festival Cultura para Todos en Mar del Plata.

Creó la Escuela de Circo de la Provincia de Buenos Aires abriendo sedes en varios Municipios.
En el ámbito del Teatro Argentino de la Plata se abrió el salón de artes plásticas que realizó muestras de gran convocatoria como las de Picasso para Todos y Quinquela Martín entre otras.
En representación de la Secretaría de Medios de la Nación y en trabajo conjunto con integrantes de otros Ministerios como el de Turismo, integró el Equipo Técnico de Marca País que creó la marca nacional, orientada a potenciar la imagen del país ya sea como destino turístico, para atraer inversiones extranjeras como para fortalecer la apertura de mercados para los productos nacionales (exportaciones).

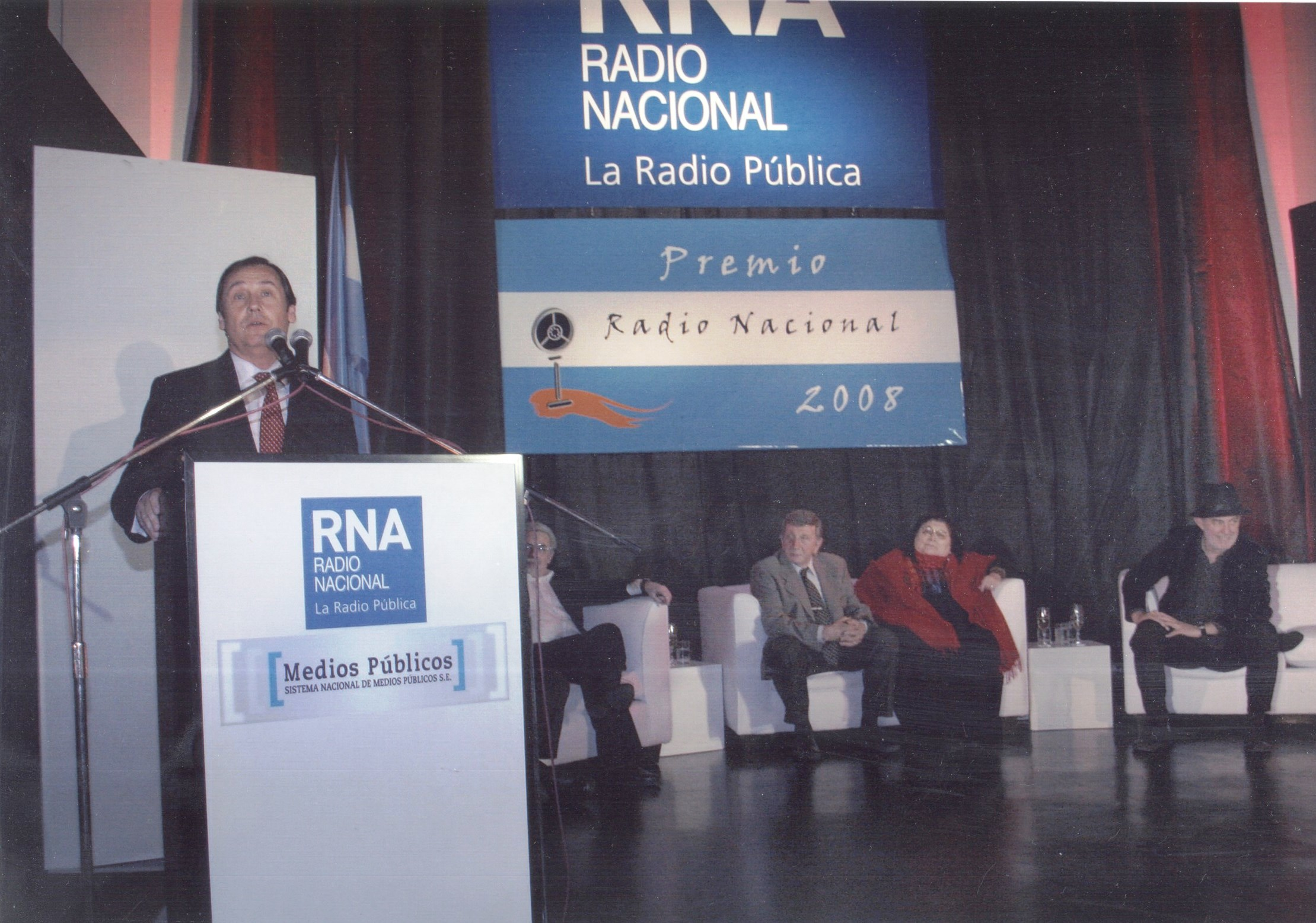
García Caffi junto a Mercedes Sosa y Lalo Mir. Entrega de Premios Radio Nacional 2008.

Como máxima autoridad de La Radio Publica (con sus 4 señales, las 40 emisoras de todo el país y el servicio de Radiodifusión Argentina al Exterior (RAE)) impulso la creación de la página web, la digitalización del archivo y la modernización de los equipos de varias emisoras de todo el país después de muchas décadas. Desde entonces las 50 emisoras que integran la Radio Pública en toda Argentina son retransmitidas a través de Internet. En el año 2008 conformó por primera vez un equipo específico con personal de la emisora para trabajar en el portal web (Hasta ese año la administración de la página web de Radio Nacional Buenos Aires era realizada por una empresa privada contratada para tal actividad) y para comenzar a pensar en una expansión de LRA 1 a las plataformas digitales. Así mismo, puso en marcha la FM Nacional Rock.
Le dio al medio publicó una gestión pluralista y cultural.

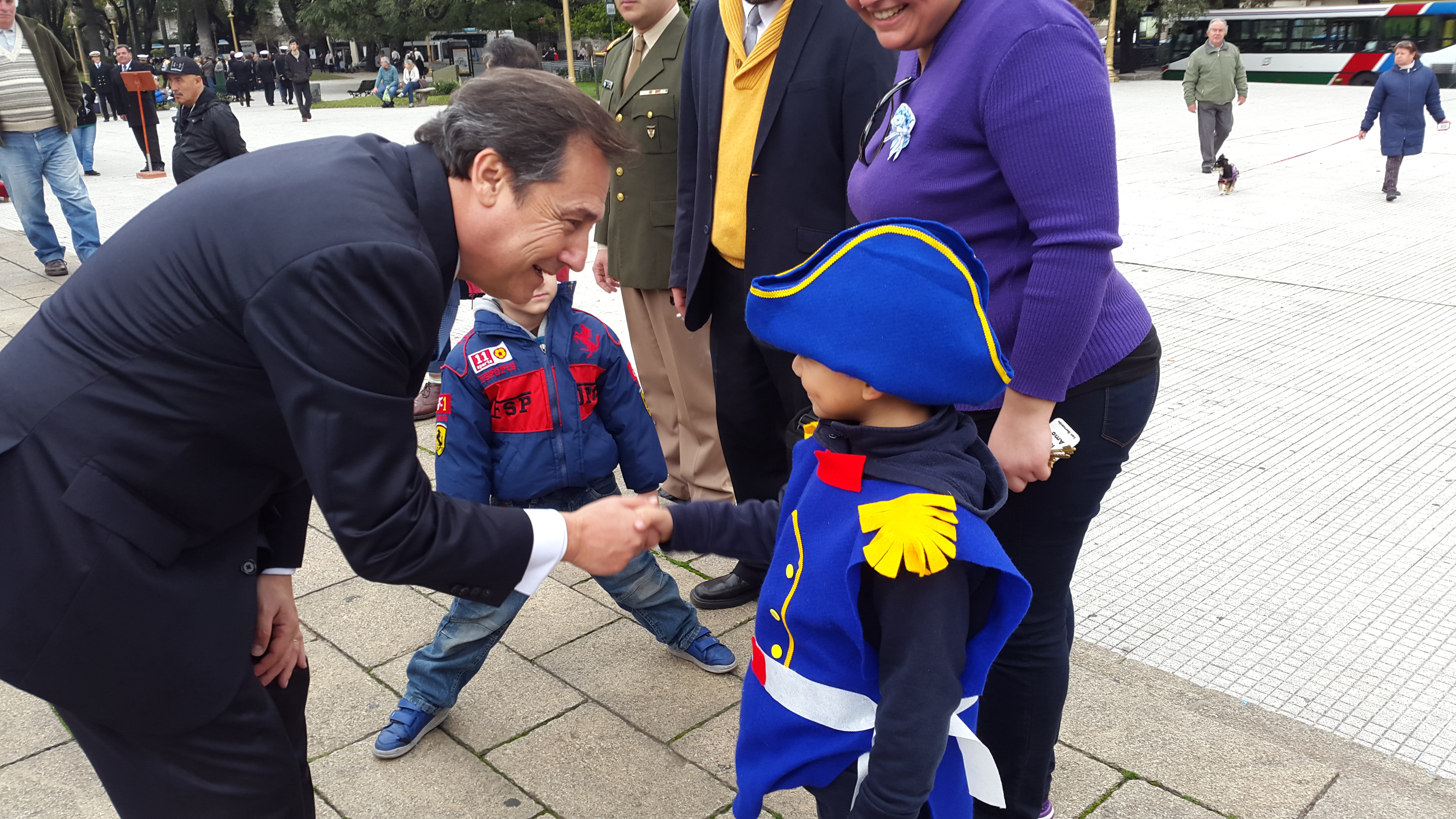
García Caffi saluda a un niño vestido de San Martín.

Desde el Instituto Sanmartiniano organizó varias presentaciones, muestras y congresos con el fin de difundir la vida, obra e ideas del Libertador José de San Martín.

### Apoyo a la Difusión Musical
Desde 1990 ha colaborado activamente en impulsar la investigación en musicología, organizando las Jornadas Argentinas de Musicología, evento científico que se realiza anualmente en la ciudad de Buenos Aires, especialmente en 1992 (Córdoba) y 1994 (Mendoza).
Desde 1992 ha integrado la Comisión Gestora del Consejo Iberoamericano de la Música, que propugna la participación de los diversos países hispanoamericanos, en la constitución de un organismo eficiente en lo que atañe a la difusión e investigaciones musicales.
En marzo de 1992, en representación de la Secretaría de Cultura de la Nación, asistió al Congreso Iberoamericano de la Música, realizado en Santiago de Chile.
En junio de 1993, como Director del Instituto Nacional de Musicología "Carlos Vega", asistió al Festival Internacional de la Música y al Curso Internacional de Etnomusicología, en la ciudad de Granada, España.
Tanto en la Ciudad de Buenos Aires como en la Provincia de Buenos Aires ha organizado numerosos espectáculos populares libres y gratuitos para difundir las expresiones artísticas.
Desde La Radio Pública llevó adelante numerosos especiales musicales como así también presentaciones en vivo en el auditorio del edificio de Maipú 555, sede central de Radio Nacional Argentina. Impulsó la famosa versión del Himno Nacional interpretada por Mercedes Sosa.

## Doctorado Honoris Causa
El jueves 8 de junio de 2017, la Universidad de Concepción del Uruguay (UCU) reconoció bajo el título de Doctorado Honoris Causa a Eduardo García Caffi por el trabajo realizado en la cultura argentina. La distinción fue realizada por el rector de UCU, Dr. Héctor César Sauret y la vice rectora, Dra. Georgina Vierci, quienes le entregaron la medalla Antonio Sagarna conjuntamente con el título que lo consagró "Doctor Honoris Causa". Luego, García Caffi desarrolló una conferencia magistral denominada "San Martín: la fuerza de sus ideas al servicio de la Independencia Argentina y la Emancipación Sudamericana". Allí destacó la figura del libertador y la influencia de sus ideales en los países latinoamericanos.

## Condecoraciones
- Palmas Sanmartinianas del Perú

Otorgadas por el Instituto Sanmartiniano del Perú por su destacada labor. Este reconocimiento está Inspirado heráldicamente en la "Orden del Sol" de Perú, instituida por el General San Martín en Lima el 16 de diciembre de 1821 para premiar a los "ciudadanos virtuosos" y a los "hombres beneméritos".
- Orden Ecuestre Militar "Caballeros Granaderos de los Andes"

Otorgada por el Regimiento de Granaderos a Caballo.
- Gran Cruz Newberiana

Otorgada por el Instituto Nacional Newberiano.
- Premio General Belgrano

Otorgado por el Instituto Nacional Belgraniano en "reconocimiento público a su accionar conforme con el ideario belgraniano del bien común; su dedicación y esmero en el desarrollo ininterrumpido a través de los años de actividades históricas, culturales y educativas."
- Palmas Sanmartinianas del Bicentenario de la Independencia del Perú

Condecoración Extraordinaria Palmas Sanmartinianas de la Independencia del Perú y Diploma de Honor del Instituto Sanmartiniano del Perú.

## Otros desempeños
- Congresal Nacional del Partido Justicialista. Desde la actividad política ha participado activamente en las campañas electorales aportando a ellas desde la temática cultural, motivo por el cual resultó elegido Congresal Nacional del Partido Justicialista por Capital Federal.

- Invitado Especial Gran Jurado Premios Konex 1995: Música Popular.[21]

- Fundador de Compromiso Solidario, asociación civil sin fines de lucro para la educación y la ayuda social.

- Vicepresidente de “Pro Un Pi”, Asociación Civil para la creación de la Universidad Pública y gratuita en Pilar.

- En el año 2003 fue candidato a Intendente Municipal de Pilar por la agrupación de raíces peronistas "Vecinos del Pilar".

- Integró los equipos de campaña del PJ Capital, Bonaerense y Nacional en distintas oportunidades.

- En el año 2009 fue candidato a vicepresidente de la Asociación Argentina de Tenis.

## Relaciones familiares
La poeta, escritora, cantante y pintora Lupe García Caffi es su madre.
Los músicos Pedro Pablo García Caffi, Juan José García Caffi y Graciela García Caffi son sus hermanos.